# Syrrhaptes
Syrrhaptes Illiger, 1811 è un genere di uccelli della famiglia Pteroclidae.

## Tassonomia
Il genere comprende le seguenti specie:
- Syrrhaptes tibetanus Gould, 1850 - sirratte del Tibet
- Syrrhaptes paradoxus (Pallas, 1773) - sirratte